# Jelisaveta Malasjenko
Jelisaveta Malasjenko (russisk: Елизавета Вячеславовна Малашенко tr. Jelisaveta Vjatjeslavovna Malasjenko ; født 26. februar 1996 i Togliatti, Rusland) er en russisk håndboldspiller som spiller for HK Astrakhanotjka og det russiske landshold.